# Alexandra Nilsson
Alexandra Barbara Nilsson, tidigare känd under bloggnamnet "Kissie", född 18 april 1991 i Vantörs församling, Stockholm, är en svensk tidigare bloggare. Nilsson startade sin blogg i januari 2007, och gick i augusti 2009 om Blondinbella som en av de största bloggarna i Sverige med 583 440 läsare i veckan.
1 mars 2019 låg bloggen på plats 2579 över mest besökta svenska webbplatser, enligt Alexa. Efter 15 år valde Alexandra att sluta blogga, och hennes blogg finns numera lagrad på Kungliga biblioteket.

## Biografi

### Familj och privatliv
Nilsson har två yngre syskon, varav en bror, Peter, samt en syster, Leonora. Hon är uppväxt i Stockholmsförorten Sköndal och gick grundskolan vid Sköndalsskolan. På gymnasiet studerade hon ekonomi vid Jensen gymnasium Västra, men hoppade av hösten 2009 och började studera på distans för att därefter endast satsa på sin blogg.
År 2017 träffade Nilsson sin partner Andreas Hellmers på Tinder. Paret dejtade under en period för att senare flytta ihop tillsammans med sina hundar. De förlovade sig under en resa till Maldiverna i början på 2022.

### Bloggen
I sin blogg skrev Nilsson bland annat om sitt liv, fester och vänner. Den 22 februari 2011 polisanmäldes Nilsson för att ha hotat Nyheter24:s nöjeschef Pascal Engman med misshandel av vänner kopplade till extremhögern" efter att han i en artikel skrivit att hon skulle ha spridit nazistisk propaganda i form av klistermärken från Nationalsocialistisk front, tillsammans med sin bror, musikern Peter08. Nyheter24 spelade in samtalet och publicerade detsamma, varvid Nilsson polisanmäldes för olaga hot. Dagen efter bad Nilsson om ursäkt, som godtogs av Engman. Enligt SVT:s Kulturnyheterna drog sig flera annonsörer ur samarbetet med Nilsson. Detta föranledde henne att skriva ett öppet brev där hon tog avstånd från nazismen.
Efter en anmälan från Konsumentombudsmannen hösten 2016 fälldes Nilsson i januari 2018 i Patent- och marknadsdomstolen, för att hon inte varit tillräckligt tydlig med att ett av hennes inlägg i bloggen utgjorde marknadsföring. Domen ansågs som unik eftersom det var första gången en influerare ställts inför rätta för inlägg i sociala medier. Om händelsen upprepades skulle ett vite om 100 000 kronor krävas av henne.
År 2020 lade hon ner bloggen.

### TV
2014 medverkade Nilsson i Aftonbladets Spökspecial med Samir Badran och Anna Book. där det gick ut på att de skulle sova över i Sveriges påstått mest hemsökta hus, Borgvattnets prästgård i Jämtland.
Nilsson har medverkat i Fångarna på fortet vid två tillfällen, 2014 och 2015.
I 2015 års upplaga av Sveriges värsta kändisbilförare var Nilsson deltagare tillsammans med sin co-driver Rosanna Charles. Hon blev kvar i 7 avsnitt och var den andra personen att få lämna tävlingen efter Patrik Sjöberg.
Nilsson medverkade vid två tillfällen Malou efter 10 under 2016. Vid första tillfället pratade de om bloggtiden, och vid det andra tillfället pratade dom om Nilssons nysläppta självbiografi.
2017 gästade hon Nyhetsmorgon för att diskutera en av sina hjärtefrågor: aborträtten.
2023 deltog hon i den tionde säsongen av Hela kändis-Sverige bakar på TV4.

### YouTube
Nilssons YouTube-kanal startades 2009 och har 146 000 prenumeranter 
2015 gjorde Aftonbladet en serie på YouTube tillsammans med Alexandra vid namn ”Sanningen bakom fenomenet Kissie” 
Alexandra skapade 2021 en egen YouTube-serie ”Alexandra testar jobb”  där hon provade på allt från att vara bonde till att lära ut magdans. Serien resulterade även i att Alexandra spelade in en låt som släpptes på Alexandras YouTube-kanal.

### Podd
2019 startade Nilsson en podd tillsammans med Linda-Marie Nilsson  som hette ”Storleken spelar roll” och där de bland annat pratar om kroppshets och skönhetsideal. Idén till podden kom ur en gemensam erfarenhet av att ha utsatts för näthat baserat på deras utseende. De valde dock att avsluta podden under 2020.
- 2014 Gästade Livshjulet[29]
- 2016 Gästade Värvet[30]
- 2019 Gästade Nemo möter en vän[31]
- 2019 Gästade Recensörerna[32]

### Övriga aktiviteter
Nilsson har släppt 2 egna kollektioner med Bubbleroom 2020 samt 2021  Hon hade även en lyckad semle-kampanj år 2021.

## Verk

### Diskografi
- 2010: Success